# Tonicidade (química)
Tonicidade é uma propriedade química, pertencente a soluções que estão contidas em uma membrana com permeabilidade seletiva (são permeáveis ao solvente da solução, mas impermeáveis a determinados solutos). Para medir a tonicidade de uma solução, faz-se a soma das concentrações de substâncias osmoticamente ativas que não conseguem atravessar determinada membrana.
É possível comparar a tonicidade de duas soluções que estão separadas por uma membrana semipermeável: quando o meio estudado possui tonicidade maior em relação ao outro meio, dizemos que esta solução é "hipertónica"; caso esta concentração seja menor, a solução é denominada "hipotónica"; se os dois meios tiverem a mesma tonicidade, a solução é "isotónica".
Quando dois meios possuem tonicidades diferentes, a tendência é que o solvente atravesse a membrana em direção à solução de maior tonicidade, até que haja um equilíbrio de forças (as soluções se tornem isotónicas, a pressão osmótica seja alcançada ou haja rompimento da membrana). Esse fato pode ser demonstrado com células vivas, mais especificamente eritrócitos (glóbulos vermelhos). Essas células possuem uma solução no seu interior, que contém água como solvente. A membrana plasmática dessas células é permeável à água, mas é impermeável a muitas substâncias, como íons, que estão presentes em diferentes concentrações, dentro e fora da célula. Se colocarmos essas células em uma solução com determinada concentração de iões, vemos o seguinte:
- Em um meio hipertónico, a célula sofre crenação, ou seja, perde água para a solução, reduz seu volume e assume um aspecto enrugado;
- Em um meio hipotónico, há uma maior entrada de água na célula, o que a deixa com um aspecto inchado. Se a entrada de água for muito acentuada, a membrana celular poderá romper, libertando o seu conteúdo celular.

## Meio hipertónico
Fala-se de solução hipertónica quando a concentração de soluto de uma solução é maior que a concentração de uma outra solução, lembrando que as soluções encontram-se separadas por uma membrana semipermeável. Quando o meio é hipertónico e uma célula for mergulhada nele, a água, por meio da osmose, irá do meio menos concentrado para o mais concentrado, nesse caso de dentro para fora da célula. 

## Meio isotônico
Meio Isotônico é quando a célula e o meio estão em isotonia, ou seja, a velocidade das substâncias que entram é igual à das substâncias que saem.

## Meio hipotónico
Solução hipotónica é a solução que apresenta menor concentração de soluto do que outra solução que se encontra separada da primeira por uma membrana semipermeável.
Pela osmose, o solvente tem tendência a passar do meio hipotónico para o meio hipertónico.